# Microdon liberiensis
Microdon liberiensis är en tvåvingeart som beskrevs av Charles Howard Curran 1929. Microdon liberiensis ingår i släktet myrblomflugor, och familjen blomflugor. Inga underarter finns listade i Catalogue of Life.